# Jagdgeschwader 106
Das Jagdgeschwader 106 war ein Verband der Luftwaffe der Wehrmacht im Zweiten Weltkrieg.

## Geschichte
Der Geschwaderstab und die I. Gruppe des Jagdgeschwaders 106 entstanden am 20. März 1943 in Lachen-Speyerdorf (Lage) aus der Jagdfliegerschule 6. Die II. Gruppe bildete sich am 15. Oktober 1944 aus der I. Gruppe des Jagdgeschwaders 113 in Laupheim. (Lage) Das Geschwader war während seiner gesamten Bestehenszeit eine Ausbildungseinheit und war der 4. Fliegerschuldivision der Luftflotte 10 unterstellt. Es wurde am 16. April 1945, noch vor der bedingungslosen Kapitulation der Wehrmacht, aufgelöst.

## Kommandeure

### Geschwaderkommodore
| Dienstgrad     | Name                     | Zeit                                 |
| -------------- | ------------------------ | ------------------------------------ |
| Major          | Henning Strümpell        | 20. März 1943 bis 28. September 1944 |
| Oberstleutnant | Hans-Heinrich Brustellin | 29. September 1944 bis Februar 1945  |
| Major          | Herbert Wehnelt          | Februar 1945 bis 16. April 1945      |

### Gruppenkommandeur
I. Gruppe
- Major Hans Mihlan, 20. März 1943 bis 22. Juni 1943[10]
- Hauptmann Karl-Heinz Schnell, 23. Juni 1943 bis 9. Juli 1943[11]
- Hauptmann Friedrich Kerkmann, 10. Juli 1943 bis 28. September 1943[12]
- Hauptmann Karl-Heinz Schnell, 29. September 1943 bis 31. Juli 1944[13]
- Hauptmann Max Buchholz, 1. August 1944 bis 16. April 1945[14]

II. Gruppe
- Major Franz Smolle, 15. Oktober 1944 bis 10. Januar 1945[15]
- Hauptmann Erich Vollmer, 11. Januar 1945 bis März 1945[16]
- Oberleutnant Helmut Neitzke, März 1945 bis 22. April 1945[17]

## Bekannte Geschwaderangehörige
- Henning Strümpell (1912–2003), war ein Brigadegeneral der Luftwaffe der Bundeswehr und Protagonist des Dokumentarfilms Unversöhnliche Erinnerungen der Regisseure Klaus Volkenborn, Johann Feindt und Karl Siebig
- Herbert Wehnelt (1918–2007), war von 1971 bis 1974, als Generalleutnant der Luftwaffe der Bundeswehr, Kommandierender General des Luftflottenkommandos